# Homewood Canyon-Valley Wells (Kalifornija)
Homewood Canyon-Valley Wells je naseljeno područje za statističke svrhe u američkoj saveznoj državi Kalifornija. Prema popisu stanovništva iz 2010. u njemu je živjelo. stanovnika.